# Leonard Pennario
Leonard Pennario (Buffalo, 9 juillet 1924 – La Jolla, 27 juin 2008) est un pianiste et compositeur américain.

## Biographie
Né à Buffalo, New York, il grandit à Los Angeles, fréquente le lycée de Los Angeles et reste l'ensemble de sa carrière à Los Angeles. Il se produit pour la première à douze ans, dans le Concerto pour piano d'Edvard Grieg avec l'Orchestre symphonique de Dallas, remplaçant, à l'invitation du chef d'orchestre Eugene Goossens, le pianiste tombé malade qui lui avait recommandé Pennario, qui connaissait l'œuvre. En fait, Pennario n'avait jamais vu la musique ou même n'en avait jamais entendu parler : mais il connaissait l'œuvre en une semaine.
Il étudie avec Guy Maier, Olga Steeb et Isabelle Vengerova. Il fréquente l'université du Sud de la Californie, où il étudie la composition avec Ernst Toch. La Seconde Guerre mondiale interrompt sa carrière. Il sert dans l'Air Forces, en Chine, en Birmanie, en Inde. Ses compétences de pianiste ont été vite remarquées et servi de divertissement aux troupes du Commandement du transport aérien lors de l'opération connue comme « La Bosse » (the hump). Il devait parfois jouer autour des touches manquantes du clavier des pianos. Il est libéré de ses obligations militaires en 1946, en tant que sergent-chef et a obtenu trois Battle Stars. Il avait fait ses débuts, en uniforme, à Carnegie Hall, le 17 novembre 1943, avec l'Orchestre Philharmonique de New York, avec Artur Rodziński, pour jouer Liszt (Concerto pour piano n° 1).
Peu de temps après la mort de Sergueï Rachmaninov, le chef d'orchestre Dimitri Mitropoulos invite Leonard Pennario comme soliste du concert commémoratif, avec le deuxième Concerto pour piano avec l'Orchestre symphonique de Minneapolis. Pennario est le premier pianiste, après le compositeur lui-même, à enregistrer l'intégrale des concertos pour piano de Rachmaninov, ainsi que la Rhapsodie sur un thème de Paganini. Son enregistrement du second Concerto a été utilisé pour le film Les Amants de Capri (September Affair, 1950), dans lequel Joan Fontaine joue un concertiste qui se prépare à jouer le concerto.
Au début des années 1960, il joue dans un célèbre trio avec Jascha Heifetz et le violoncelliste Gregor Piatigorsky. Miklós Rózsa écrit son concerto pour piano pour Pennario et l'a créé avec l'Orchestre philharmonique de Los Angeles, sous la direction de Zubin Mehta.
Pennario a enregistré plus de 60 disques microsillon, avec pour répertoire la plupart des compositeurs à partir de et après Chopin. Il est peut-être mieux connu pour défendre à l'époque certains compositeurs comme George Gershwin, Rachmaninoff, Rózsa, Louis Moreau Gottschalk et Sergueï Prokofiev. En 1958, il fut avec Walter Gieseking, parmi les meilleures ventes de disques de piano classique.
Pennario prend sa retraite de l'enregistrement et du concert dans les années 1990. Il a composé quelques pièces, telles Minuit sur les falaises, Marche des fous, et un à arrangement à quatre mains de la Valse minute de Chopin.
Il a été intronisé au Buffalo Music Hall of Fame en octobre 2007.
En plus d'être bien représenté dans les encyclopédies de la musique, Pennario était un Maître de bridge. Il est répertorié dans The Official Encyclopedia of Bridge et plus particulièrement, a gagné l'Open Pairs en Chine en 1991. Il a fait partie une fois d'un célèbre quatuor, avec Don Adams, Les Brown et Joan Benny, fille de Jack Benny.
Il est mort des complications de la maladie de Parkinson, à La Jolla, en Californie, le 27 juin 2008, âgé de 83 ans.
Une biographie autorisée de Leonard Pennario est en cours de rédaction par Marie Kunz Goldman, critique musical au Buffalo News.

## Sources
- Site web de Leonard Pennario, y compris la discographie sur pennario.org